# Osvaldo Morrone
Pour les articles homonymes, voir Morrone.
Osvaldo Morrone (1957-2011) est un biologiste, professeur, conservateur et botaniste argentin.
Son thème central de recherche était la taxinomie des Poaceae (graminées).
Il a fait ses études à l'Université nationale de La Plata (UNLP), obtenant un BS en 1986 et un  doctorat en 1989.
Osvaldo Morrone est mort le 18 octobre 2011.

## Enseignement et recherche
- Chercheur indépendant du CONICET (Consejo Nacional de Investigaciones Científicas y Técnicas),
- Conservateur de l'Instituto de Botánica Darwinion (es) (IBODA),
- Sous-directeur de l'Instituto de Botánica Darwinion,
- Éditeur de 2000 à 2004 de Hickenia, revue publiée par l'IBODA.

## Taxons dédiés
- (Poaceae) Axonopus morronei Gir.-Cañas[1]

## Articles publiés
- (en) ZULOAGA, Fernando O., MORRONE, Osvaldo, BELGRANO, Manuel J. 2007. Taxonomical and nomenclatural novelties for the Vascular Flora of the Southern Cone of South America. Darwiniana 45 (2): 236-241  (ISSN 0011-6793)

- (en) FILGUEIRAS, Tarciso S, DAVIDSE, Gerrit, ZULOAGA, Fernando O, MORRONE, Osvaldo, Fernando Omar ZULOAGA. 2001. The establishment of the new genus altoparadisium and a reevaluation of arthropogon (Poaceae, Paniceae). Missouri Botanical Garden. Annals 88 ; 351 - 371

- (es) Fernando Omar ZULOAGA, MORRONE, Osvaldo, RODRIGUEZ, Daniel. 1999. Análisis de la biodiversidad en plantas vasculares de la Argentina. Kurtziana. Córdoba 27 (1): 17 - 167

- (es) MORRONE, Osvaldo, Fernando Omar ZULOAGA. 1999. Novedades para la flora del nordeste de la Argentina. Hickenia. Buenos Aires: 3 (9): 29 - 30

- (es) Fernando Omar ZULOAGA, MORRONE, Osvaldo. 1999. Revisión de la Subfamilia Panicoideae . Catalogue of the Vascular Plants of Ecuador. Monogr. Syst. Bot. Missouri Bot. Gard. St. Louis 75 : 806 - 8383

- (en) ZULOAGA, f.o., o. MORRONE, a.s. VEGA, l.m. GIUSSANI. 1998. Revision and Cladistic-Analysis of Steinchisma (Poaceae, Panicoideae, Paniceae). Ann. of the Missouri Bot. Garden 85 (4): 631 - 656

- (en) MORRONE, o., f.o. ZULOAGA, m.o. ARRIAGA, r. POZNER, s.s. ALISCIONI. 1998. Systematic Revision and Cladistic-Analysis of the Genus Chaetium (Poaceae, Panicoideae, Paniceae). Ann. of the Missouri Bot. Garden 85 (3): 404 - 424

- (en) ZULOAGA, f.o., o. MORRONE. 1996. Revision of the American Species of Panicum Subgenus Panicum Section Panicum (Poaceae, Panicoideae, Paniceae). Ann. of the Missouri Bot. Garden 83 (2) : 200 - 280

Morrone est l’abréviation botanique standard de Osvaldo Morrone.
Consulter la liste des abréviations d'auteur en botanique ou la liste des plantes assignées à cet auteur par l'IPNI, la liste des champignons assignés par MycoBank, la liste des algues assignées par l'AlgaeBase et la liste des fossiles assignés à cet auteur par l'IFPNI.